# Kelvin Lewis
Kelvin Michaúd Lewis (Dallas, 12 aprile 1988) è un ex cestista statunitense, professionista nella NBDL e in Europa.

## Palmarès
- Campionato finlandese: 2

Tampereen Pyrintö: 2013-14
Kauhajoen Karhu: 2017-18